# Motörizer
Motörizer je devatenácté studiové album britské heavymetalové skupiny Motörhead, vydané v srpnu 2008 u vydavatelství Steamhammer/SPV. Jeho producentem byl Cameron Webb a skupina Motörhead. Autorem obalu alba je Mark De Vito. Je na něm erb a v něm čtyři znaky: anglický (odkud pochází Lemmy), velšský (Phil Campbell) a švédský (Mikkey Dee).

## Seznam skladeb
| Pořadí         | Název                           | Délka |
| -------------- | ------------------------------- | ----- |
| 1.             | Runaround Man                   | 2:57  |
| 2.             | Teach You How to Sing the Blues | 3:03  |
| 3.             | When the Eagle Screams          | 3:44  |
| 4.             | Rock Out                        | 2:08  |
| 5.             | One Short Life                  | 4:05  |
| 6.             | Buried Alive                    | 3:12  |
| 7.             | English Rose                    | 3:37  |
| 8.             | Back on the Chain               | 3:24  |
| 9.             | Heroes                          | 4:59  |
| 10.            | Time Is Right                   | 3:14  |
| 11.            | The Thousand Names of God       | 4:33  |
| Celková délka: | Celková délka:                  | 38:55 |

## Obsazení
- Lemmy – zpěv, baskytara
- Phil „Wizzö“ Campbell – kytara
- Mikkey Dee – bicí